# 호센촌
호센촌(일본어: 宝泉村)은 일본 군마현의 동부, 닛타군에 속해있던 촌이다.

## 역사
- 1889년 4월 1일 - 정촌제 시행에 의해 호센촌이 성립하였다.
- 1910년 3월 27일 - 도부철도 이세사키선 기자키역이 개업하였다.
- 1927년 10월 1일 - 도부철도 이세사키선 호소야역이 개업하였다.
- 1963년 4월 1일 - 오타시에 편입되었다.

## 교통

### 철도
- 도부철도
  - 이세사키선 기자키역- 호소야역